# João Gomes Júnior
João Luiz Gomes Júnior (ur. 21 stycznia 1986 w Vitórii) – brazylijski pływak specjalizujący się w stylu klasycznym, wicemistrz świata.

## Kariera

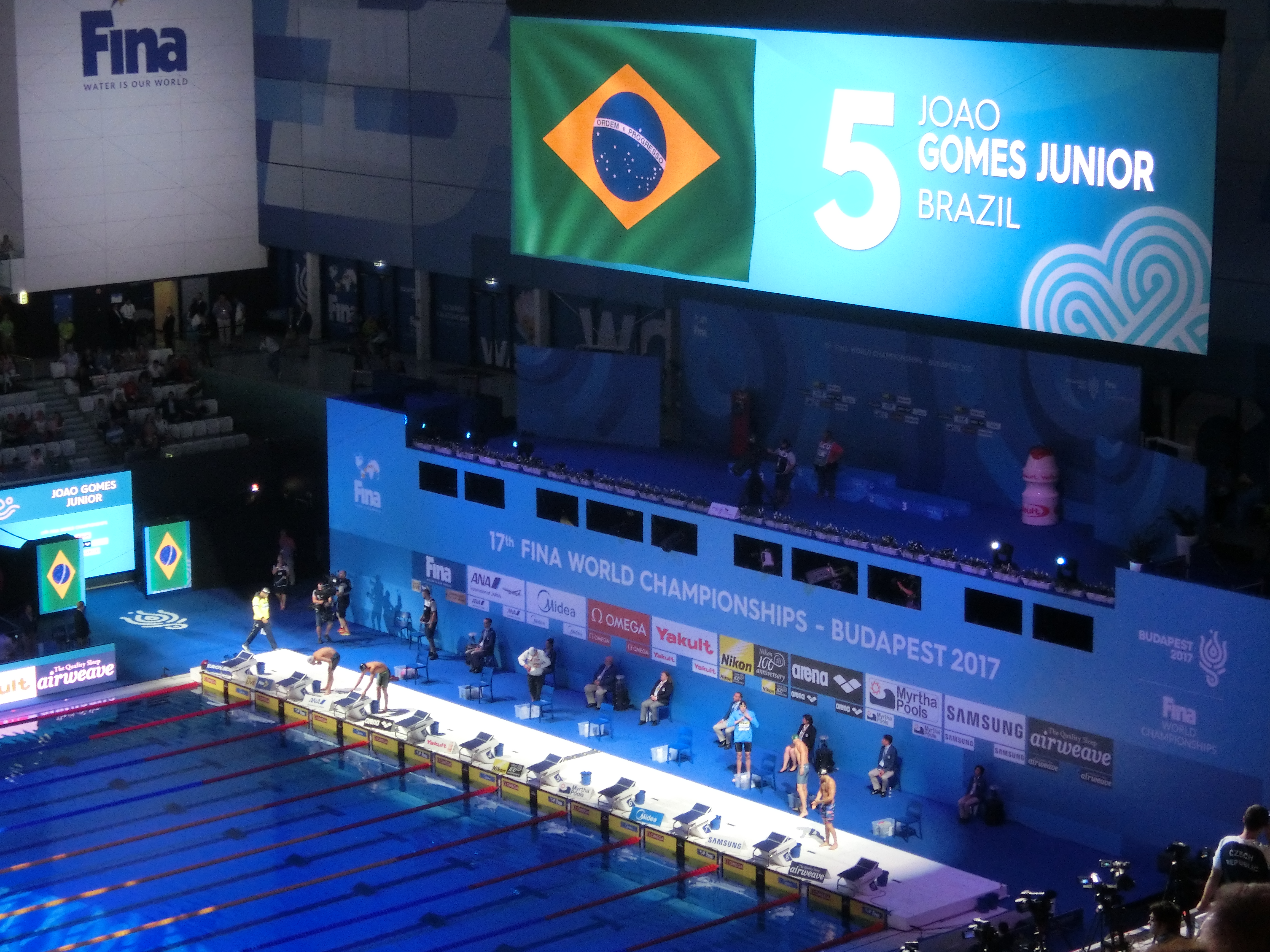
Joao Gomes Junior podczas startu w Mistrzostwach Świata FINA, w półfinale na 50 m stylem klasycznym, Budapeszt, 25.07.2017 r.

W 2009 roku na mistrzostwach świata w Rzymie na dystansie 50 m żabką zajął siódme miejsce ex aequo ze Słoweńcem Emilem Tahirovičem. Obaj pływacy uzyskali w finale czas 27,31.
Trzy lata później, podczas mistrzostw świata na krótkim basenie w Stambule w tej samej konkurencji był czwarty z czasem 26,50.
W 2013 roku na mistrzostwach globu w Barcelonie na 50 m stylem klasycznym uplasował się na piątej pozycji (27,20). W konkurencji 100 m żabką zajął 14. miejsce (1:00,40).
Podczas mistrzostw świata na krótkim basenie w Dosze w grudniu 2014 roku zdobył trzy złote medale, płynąc w wyścigach eliminacyjnych męskich sztafet zmiennych 4 × 50 m i 4 × 100 m mężczyzn oraz sztafety zmiennej 4 × 50 m stylem zmiennym. Był także ósmy na 50 m stylem klasycznym i zajął 23. miejsce na dystansie dwukrotnie dłuższym. W lutym 2015 roku został zdyskwalifikowany na sześć miesięcy i wszystkie uzyskane przez niego wyniki zostały unieważnione po wykryciu substancji dopingujących (hydrochlorotiazyd) w próbce pobranej na mistrzostwach. 
Na igrzyskach olimpijskich w Rio de Janeiro w finale 100 m stylem klasycznym zajął piąte miejsce, uzyskawszy czas 59,31. Płynął również w sztafecie 4 × 100 m stylem zmiennym, która została sklasyfikowana na szóstej pozycji.
Rok później, podczas mistrzostw świata w Budapeszcie zdobył srebrny medal w konkurencji 50 m stylem klasycznym i czasem 26,52 ustanowił nowy rekord obu Ameryk. Na dystansie dwukrotnie dłuższym zajął 11. miejsce (59,56). Brał także udział w wyścigu finałowym męskich sztafet 4 × 100 m stylem zmiennym, w którym Brazylijczycy uplasowali się na piątej pozycji.
W 2019 otrzymał trzy medale igrzysk panamerykańskich: złoty w konkurencjach 100 m st. klasycznym i 4 × 100 m st. zmiennym (w mikście) oraz srebrny w konkurencji 4 × 100 m st. zmiennym (z udziałem wyłącznie mężczyzn).